# Henri Callot
Henri Callot (n. 20 decembrie 1875, La Rochelle, Poitou-Charentes, Franța – d. 22 decembrie 1956, Paris, Île-de-France, Franța) a fost un scrimer francez, medaliat olimpic. A participat la o ediție a Jocurilor Olimpice (1896) în care a câștigat o medalie de argint.

## Participări
Lista de mai jos prezintă principalele competiții la care a participat Henri Callot de-a lungul carierei.
- Floretă masculin la Jocurile Olimpice de vară din 1896